# Bustenskjold
Bustenskjold är en norsk svartvit komedifilm från 1958 i regi av Helge Lunde. I rollen som Jens von Bustenskjold ses Leif Juster.

## Handling
Jens von Bustenskjold bor i den avlägsna fjällbygden Oladalen, där han hankar sig fram som småbonde. Han är en latmask och hans ekonomiska ställning har stadigt blivit sämre. För att råda bot på detta vill han gifta sig med den vackra Signe Sørby, dotter till en änka i bygden. Änkan tar emot honom med öppna armar i tron att det är till henne han tänker fria. När hon får reda på hans egentliga ärende kastar hon ut honom ut huset. Dagen efter får han reda på att han har ärvt en miljon kroner av en avlägsen släkting i USA.

## Rollista
- Leif Juster – Jens von Bustenskjold
- Einar Vaage – Plassbakk-kallen
- Birger Løvaas – Bernt skomaker
- Liv Wilse – Adele Konck
- Kari Diesen – änkan på Sørby
- Turid Haaland – Bernts fru
- Nanna Stenersen – pigan
- Randi Nordby – Signe, änkans dotter
- Synnøve Strigen – Adeles vän
- Ingolf Rogde – Herr Konck
- Willie Hoel – expediten
- Sverre Holm – drängen
- Harald Aimarsen
- Oscar Amundsen
- Inger Arnesen
- Turid Balke
- Ernst Diesen
- Leif Enger
- Else Frogner
- Vegard Hall
- Egil Hjorth-Jenssen
- Rolf Just Nilsen
- Anne Lise Wang

## Om filmen
Bustenskjold producerades av bolaget Lunde-Film. Filmen bygger på den tecknade serien Jens von Bustenskjold av Anders Bjørgaard (teckningar) och Sigurd Lybeck (text). Den regisserades av Helge Lunde som även skrev manus. Fotograf var Sverre Bergli. Musiken komponerades av Jolly Kramer-Johansen.